# Leopoldamys edwardsi
Leopoldamys edwardsi är en däggdjursart som först beskrevs av Thomas 1882.  Leopoldamys edwardsi ingår i släktet Leopoldamys och familjen råttdjur. IUCN kategoriserar arten globalt som livskraftig. Inga underarter finns listade.
Individerna når en kroppslängd (huvud och bål) av 210 till 290 mm, en svanslängd av 264 till 315 mm och en vikt mellan 230 och 480 g. De har 42 till 58 mm långa bakfötter och 28 till 32 mm långa öron. Den korta pälsen har på ovansidan en brun till gråbrun färg. Det finns en tydlig gräns mot den vita undersidan. Även svansen är uppdelad i en mörkbrun ovansida och en krämvit undersida. På ovansidan av händer och fötter förekommer ljusbruna till vita hår.
Råttdjurets utbredningsområde sträcker sig från Nepals östra gräns till den kinesiska provinsen Zhejiang och söderut till centrala Vietnam. Avskilda populationer finns i västra och centrala Thailand samt på Hainan. Arten vistas i låglandet och i låga bergstrakter upp till 1400 meter över havet. Habitatet utgörs av fuktiga skogar och djuret uppsöker även jordbruksmark. Leopoldamys edwardsi bygger jordhålor eller gömmer sig i trädens håligheter.
Denna gnagare vistas främst på marken och den klättrar ibland i växtligheten för att nå födan.
Populationen från bergstrakten Lang Biang i Vietnam godkänns i nyare avhandlingar som art, Leopoldamys milleti.